# لسلی واکر
لسلی واکر (انگلیسی: Lesley Walker؛) تدوین‌گر فیلم و تلویزیون اهل بریتانیا است.

## فیلم‌شناسی
- پرتره‌ای از مرد هنرمند در جوانی (Strick-۱۹۷۷)
- طوفان (جارمن-۱۹۷۹)
- بال عقاب (هاروی-۱۹۷۹)
- Richard's Things (هاروی-۱۹۸۰)
- Letter to Brezhnev (برنارد-۱۹۸۵)
- مونا لیزا (جوردن-۱۹۸۶)
- Winter Flight (بترزبی-۱۹۸۶)
- آزادی را فریاد کن (اتنبرا-۱۹۸۷)
- Buster (گرین-۱۹۸۸)
- شرلی ولنتاین (گیلبرت-۱۹۸۹)
- Spymaker: The Secret Life of Ian Fleming (۱۹۹۰)
- فیشر کینگ (گیلیام-۱۹۹۱)
- Waterland (جیلنهال-۱۹۹۲)
- سرزمین سایه‌ها (اتنبرا-۱۹۹۳)
- چشم و گوش بسته (ماندوکی-۱۹۹۳)
- جک و سارا (Sullivan-۱۹۹۵)
- اما (مک‌گراث-۱۹۹۶)
- در عشق و جنگ (اتنبرا-۱۹۹۶)
- ماری رایلی (فریرز-۱۹۹۶)
- ترس و نفرت در لاس وگاس (گیلیام-۱۹۹۸)
- Grey Owl (اتنبرا-۱۹۹۹)
- جسد (فیلم ۲۰۰۱)
- نیکلاس نیکلبی (McGrath-۲۰۰۲)
- همه یا هیچ (لی-۲۰۰۲)
- The Sleeping Dictionary (Jenkin-۲۰۰۳)
- برادران گریم (گیلیام-۲۰۰۵)
- Tideland (گیلیام-۲۰۰۵)
- بستن حلقه (اتنبرا-۲۰۰۷)
- ماما میا! (لوید-۲۰۰۸)
- Will (Perry-۲۰۱۱)
- من نسرین هستم (غروی-۲۰۱۲; supervising editor به همراه لوسیا زاچتی)